# Mamen Camacho
María del Carmen Camacho Ruiz (Villacarrillo, Jaén, Andalucía, 16 de diciembre de 1980), más conocida como Mamen Camacho, es una actriz española conocida por sus papeles de Rosalía Ortiz en la serie de televisión Gran Reserva (y su precuela Gran Reserva: El origen) y Esperanza Beltrán en la diaria Servir y proteger, todas ellas de La 1 de TVE. Por este último personaje ha sido nominada a los Premios de la Unión de Actores en la categoría "mejor actriz secundaria en televisión"  en dos ocasiones. 
En teatro ha trabajado muy activamente con la Compañía Nacional de Teatro Clásico y con otras compañías independientes como Venezia Teatro (Casa de muñecas, 2017), Saraband (Anna Karenina, 2016) o Iraya Producciones (Largo viaje del día hacia la noche, 2014). En el año 2022 interpreta para el Centro Dramático Nacional (CDN) uno de sus papeles más celebrados: Madrona, en la obra Las Cartas de Caterina Albert (Víctor Catalá)

## Comienzos
A los 9 años comienza los estudios de Danza española en el conservatorio Luis del Río de Córdoba, estudios que finaliza en el año 2003. A los 18 años se marcha a Granada a cursar la Licenciatura de Química y en 2003 comienza sus estudios de Interpretación Textual en la Real Escuela Superior de Arte Dramático. Tras finalizarlos completa su formación entrenándose con maestros como Charo Amador, Will Keen, Tage Larsen, Brigid Panet, Katya Benjamín, Wajdi Mouawad, Fabio Mangolini y Vicente Fuentes.

## Carrera profesional
En 2009 pasa a formar parte de la segunda promoción de la Joven Compañía Nacional de Teatro Clásico, en la que protagonizó La moza de cántaro, de Lope de Vega, dirigida por Eduardo Vasco y Todo es enredos, amor, de Diego de Figueroa y Córdoba, bajo la dirección de Álvaro Lavín. Posteriormente ha seguido en la CNTC interpretando a Plácida en Égloga de Plácida y Vitoriano de Juan del Encina dirigida por Nacho García y varios personajes en Entremeses barrocos.
Tras interpretar a Rosalía Ortiz joven en la serie de prime-time Gran Reserva (TVE), la hemos podido ver en su precuela, Gran Reserva: El origen, encarnando al mismo personaje.
Sus últimos trabajos incluyen Anna Karenina, La vida en tiempos de guerra y Mejor historia que la nuestra, obras dirigidas por Francesco Carril; la dirección de Crónica de una casa real para el Festival de Teatro Clásico de Almagro; Haz click aquí, escrita y dirigida por José Padilla, en el Centro Dramático Nacional, El largo viaje del día hacia la noche, dirigida por Juan José Afonso y Enrique VIII y la Cisma de Inglaterra dirigida por Nacho García para la Compañía Nacional de Teatro Clásico.
En los últimos años son de destacar sus trabajos en compañías independientes de teatro representando grandes personajes como Nora de "Casa de Muñecas" con Venezia Teatro (dir. José Gómez-Friha), Anna Karenina con Teatro Saraband (dir. Francesco Carril) y también de nuevo con la CNTC con Tisbea en "El Burlador de Sevilla", dirigida por Josep María Mestres.
En 2017 fichó por la serie de sobremesa de La 1 Servir y proteger en la que encarna a Esperanza Beltrán (encargada de atención al ciudadano y posteriormente de la UFAM). En agosto de 2020 se anuncia que abandona la serie tras cuatro temporadas y 789 capítulos a sus espaldas. En junio de 2021 se anuncia su reincorporación a la serie tras su baja por maternidad.
Mientras sigue con el rodaje de Servir y Proteger, en mayo del 2022 estrena en la Compañía Nacional de Teatro Clásico "Las cartas"  un monólogo de Caterina Albert (Víctor Catalá), siendo unánimes los elogios en la crítica de los medios más importantes del país con frases como : "Es el comentario unánime a la salida de cada función: “Mamen Camacho, pedazo de actriz”"(El País), "Personalizo su calidad en Mamen Camacho, una fantástica actriz que llena su Madrona de sinceridad, de desparpajo, en un admirable ejercicio de narración interpretativa" (ABC), "hay una interpretación memorable de Mamen Camacho, en Las cartas" (la Razón ). También en el resumen de la temporada que hicieron en el diario El Mundo, la interpretación de Mamen es (junto con las de Blanca Portillo e Israel Elejalde) la única que se destaca en el artículo: "tampoco me quiero olvidar en este apartado de actuaciones apabullantes del trabajo de Mamen Camacho en la pieza que... " Indudablemente, con el personaje de Madrona ha cosechado algunas de las mejores alabanzas a su calidad interpretativa en teatro.
En diciembre del 2022 se une a Okapi Producciones para formar parte del elenco de Equus en la gira nacional.

## Filmografía

### Series de televisión
| Año         | Título                  | Papel                           | Cadena     | Episodios       |
| ----------- | ----------------------- | ------------------------------- | ---------- | --------------- |
| 2011 - 2013 | Gran Reserva            | Rosalía Ortiz (joven)           | La 1 (TVE) | 4 episodios     |
| 2013        | Gran Reserva: El origen | Rosalía Ortiz                   | La 1 (TVE) | 82 episodios    |
| 2017 - 2023 | Servir y proteger       | Esperanza "Espe" Beltrán García | La 1 (TVE) | 1.155 episodios |
| 2025        | La encrucijada          |                                 | Antena 3   | ¿? episodios    |

### Cine
| Año  | Título                                | Papel | Notas     |
| ---- | ------------------------------------- | ----- | --------- |
| 2020 | Todos quieren ser el próximo Weismann | Paola | Principal |

### Cortometrajes
| Año  | Título     | Papel          | Notas               |
| ---- | ---------- | -------------- | ------------------- |
| 2018 | Te quiero  | Ella           | Personaje Principal |
| 2023 | Y un Jamón | Mujer Burguesa | Personaje Principal |

## Premios y nominaciones
Premio de la Unión de Actores y Actrices
| Año  | Categoría                             | Obra              | Resultado |
| ---- | ------------------------------------- | ----------------- | --------- |
| 2018 | Mejor actriz de reparto en televisión | Servir y proteger | Nominada  |
| 2023 | Mejor actriz secundaria en televisión | Servir y proteger | Nominada  |

## Prensa
- Una "Ana Bolena" de MAX. Diario Jaén.
- Crítica "Enrique VIII o La cisma de Inglaterra". ABC Cultura.
- Crítica "Enrique VIII o La cisma de Inglaterra". El País.
- Crítica "Crónica de una casa real". Diario Crítico.
- Crítica de "El largo viaje del día hacia la noche" en madridteatro.net
- Crítica de "El largo viaje del día hacia la noche" en agolpedeefecto.com
- Entrevista en La Sala de Radio 3. Mejor historia que la nuestra.
- Entrevista para El Club Express Archivado el 28 de agosto de 2016 en Wayback Machine.
- Encuentros digitales RTVE.es-Mamen Camacho Archivado el 14 de septiembre de 2016 en Wayback Machine.
- Crítica "Haz clic aquí" en culturajoven.es
- Entrevista en La Sala de Radio 3. "La vida en tiempos de guerra"
- Crítica "Todo es enredos amor". El País.
- Crítica de "La moza de cántaro". El Cultural de El Mundo

- Datos: Q26707516
- Multimedia: Mamen Camacho / Q26707516